# Khaled Saïd
Khaled Mohamed Saïd (Egyptisch-Arabisch: خالد محمد سعيد) (Alexandrië, 27 januari 1982 – aldaar, 6 juni 2010) was een Egyptische blogger die in 2010 het slachtoffer werd van politiegeweld. Zijn dood veroorzaakte een golf van verontwaardiging en woede en mondde uit in grote protesten, aangewakkerd door de campagne op de Facebook-pagina "We zijn allemaal Khaled Saïd". De campagne speelde een half jaar later opnieuw een belangrijke rol tijdens de Egyptische Revolutie.

## Biografie
Saïds vader overleed toen hij nog jong was, waardoor hij opgevoed werd door zijn moeder en overige familieleden. Ook verbleef hij enige tijd in de Verenigde Staten waar hij computers leerde programmeren. Beroepsmatig hield hij zich bezig met import en export.
Volgens zijn Facebook-profiel was het zijn wens om te emigreren naar een ander Alexandrië, nabij het Ontariomeer in New York. Hij verkeerde in een slechte financiële positie en ontvluchtte zijn werkelijkheid enerzijds door het gebruik van hasj en verder met muziek en door veel uren online te zijn. Hij gebruikte een afgetapte verbinding van het internetcafé onder hem; wanneer de verbinding uitviel, ging hij naar Spacenet Café verderop in de straat.
Volgens de algemene, publiek geworden lezing, zou Saïd per ongeluk een video in handen hebben gekregen, mogelijk via een verbinding met Bluetooth, waarop politieambtenaren te zien zijn die in beslag genomen drugs en geld onder elkaar verdelen. Vervolgens maakte hij de video openbaar door hem op het internet te plaatsen. Als revanche kwamen twee politieagenten in burger vlak na hem het Spacenet Café binnen. Ze vloekten, en duwden hem. Nadat de eigenaar hen naar buiten had gewerkt, sloegen en trapten ze hem in elkaar tot hij bewusteloos was. Vervolgens gooiden ze hem in een voertuig en keerden tien minuten later terug, om zijn levenloze lichaam voor het internetcafé neer te werpen.
De politie schilderde Saïd na de tijd af als een drugsdealer die stikte in een pakketje drugs dat hij snel in de mond had gestopt toen de politie arriveerde. Forensische rapporten zouden later hebben aangetoond dat het pakketje na zijn dood in zijn mond moet zijn gestopt.
Amro Ali, een wetenschappelijk Midden Oosten-analist die verbonden is aan de Universiteit van Sydney, twijfelt aan de rol die het plaatsen van de video op het internet heeft gespeeld, al was het maar omdat de beelden voor meerdere uitleg vatbaar zijn. Hij vermoedt dat de video gebruikt is om een heldenstatus te creëren waarin het hasjgebruik van Saïd niet paste. Ook blijft in zijn onderzoek de vraag open of Saïd het pakketje drugs zelf had ingeslikt of dat de politie het na zijn dood in zijn mond had gestopt.
In oktober werd er tegen de twee agenten een gevangenisstraf van zeven jaar uitgesproken. Zowel de aanklager als de verdediging tekende hoger beroep aan.

## Facebook-pagina "Wij zijn allemaal Khaled Saïd"
's Nachts om 3 uur maakte zijn broer een foto in het mortuarium van het verminkte gezicht van Saïd en plaatste deze op het internet. Er ging een golf van verontwaardiging door de sociale media en in het hele land kwam het tot demonstraties tegen het repressieve beleid van het Moebarak-regime.
Om de woede over de dood een plaats te geven en politiek verzet te kunnen bespreken, startten Wael Ghonim en Abdelrahman Mansour een Facebook-pagina met de naam "Wij zijn allemaal Khaled Saïd". Ze gebruikten hiervoor de schuilnaam El Shaheed, dat De Martelaar betekent. Binnen een maand had de pagina 225.000 aanhangers en begin 2011 inmiddels 350.000. De website wakkerde telkens weer volgende protesten aan.

## Egyptische Revolutie van 2011

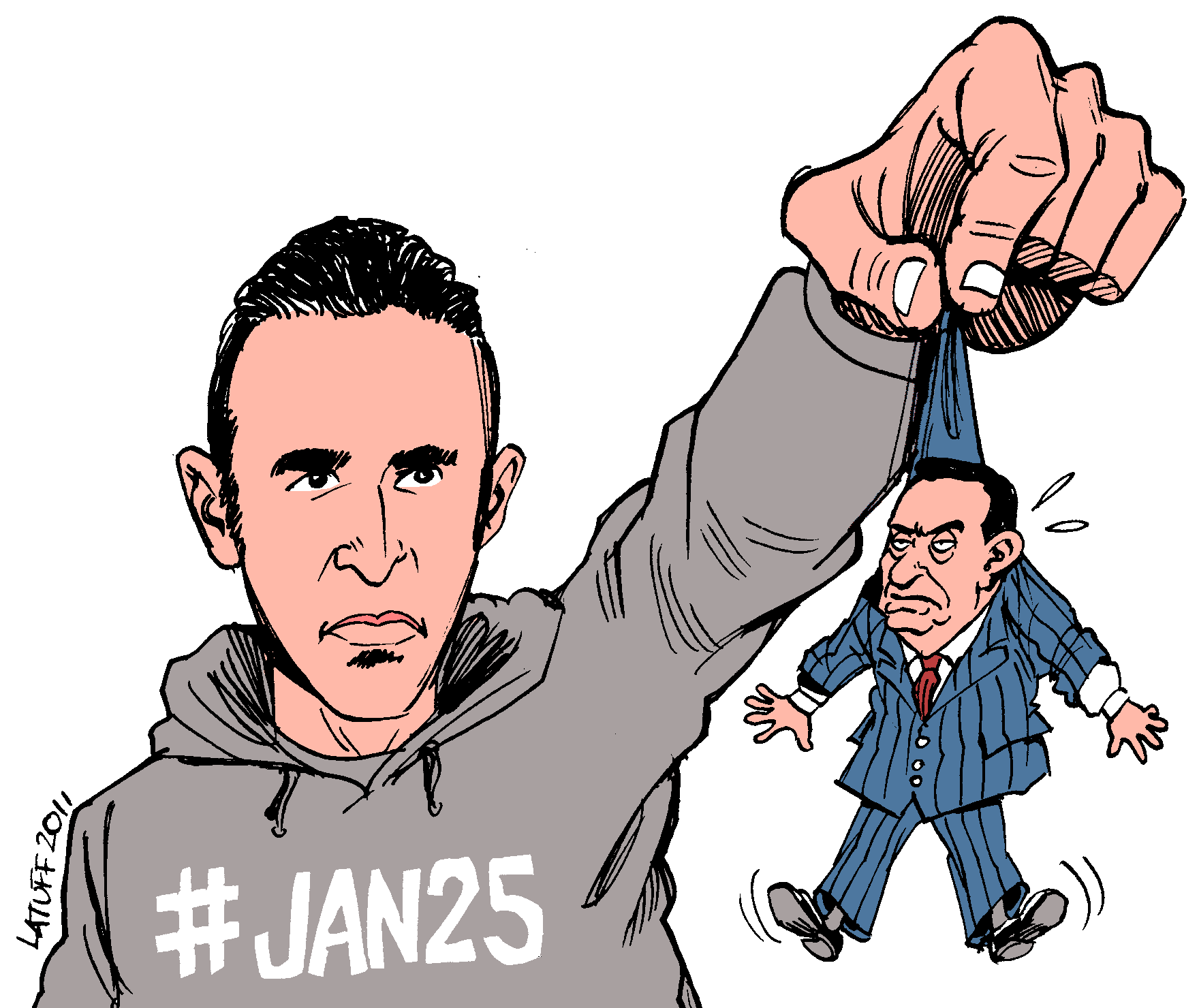
Moebarak in de greep van Said; cartoonist Carlos Latuff

Enkele dagen na afloop van de Jasmijnrevolutie in Tunesië volgenden in Egypte op 17 en 18 januari 2011 ook enkele zelfverbrandingen. Een aantal groeperingen besloot om van de nationale feestdag op 25 januari een dag van nationaal protest te maken. Ahmed Maher van de 6 aprilbeweging had hiervoor ook contact met beheerders van "Wij zijn allemaal Khaled Saïd", die de oproep vervolgens ook op hun pagina plaatsten.
Die dag luidde de Egyptische Revolutie in. Op 28 januari breidde de demonstratie zich uit door de aansluiting van de Moslimbroederschap en voetbalfans van Zamalek en Ahly. Ondertussen was Ghonim van "Wij zijn allemaal Khaled Saïd" sinds 28 januari spoorloos verdwenen. Op 8 februari dook hij op nadat hij twaalf dagen geblinddoekt had vastgezeten. Enkele uren na zijn vrijlating gaf hij een interview op Dream TV, waarbij hij in huilen uitbarstte. Het moment werd direct opgepikt door de sociale media en wordt in het algemeen erkend als een oplevingsmoment dat de protesten gaande hield. Drie dagen later, op 11 februari, volgde het aftreden van president Moebarak.
- Gemeinsame Normdatei: 1147724105
- Virtual International Authority File: 1457151304645849460008
- WorldCat: E39PBJwhCdf9PvQqVfcYqFptrq